# Mutter kündigt

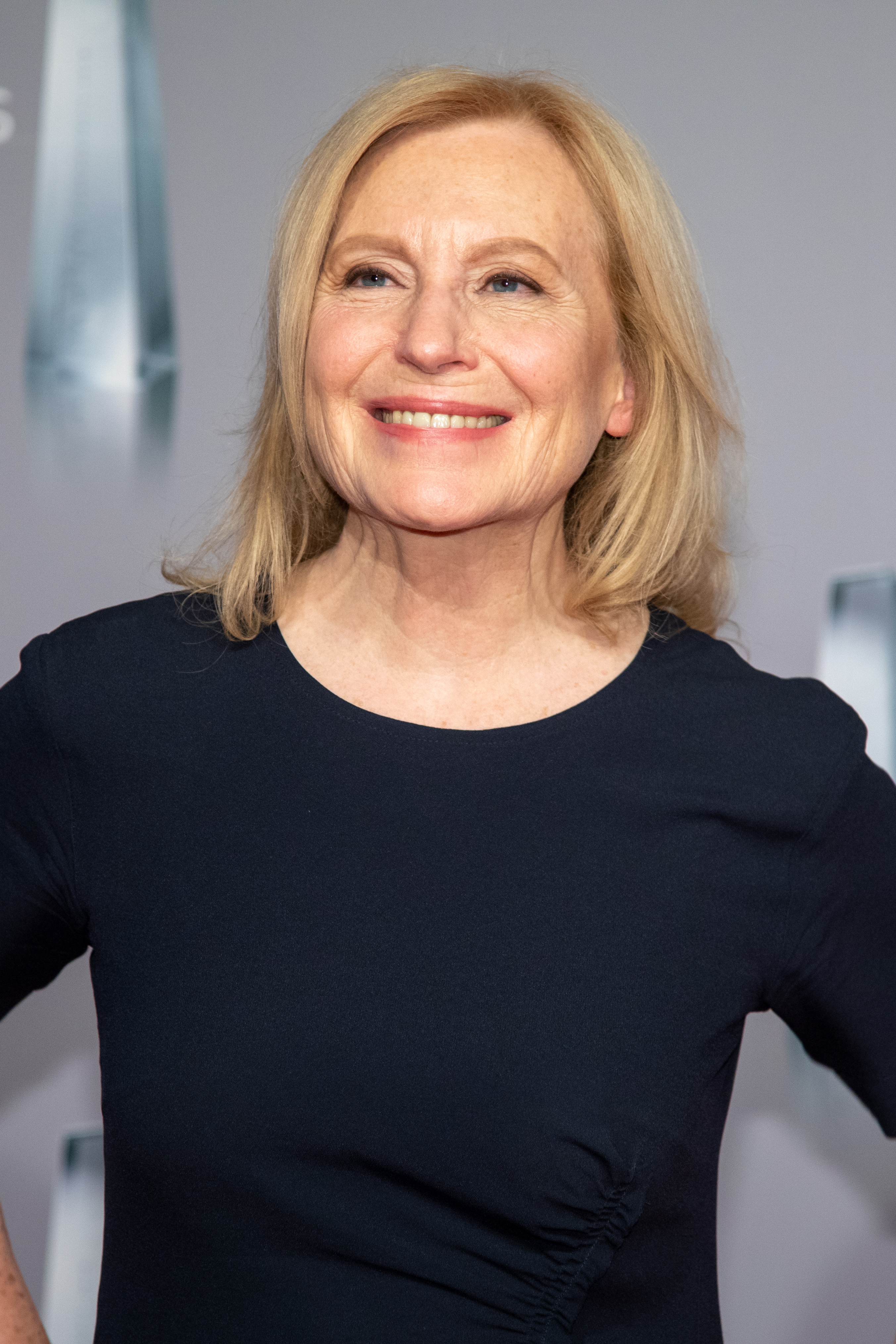
Maren Kroymann spielt in der Hauptrolle Carla Michelsen (Foto von 2019)

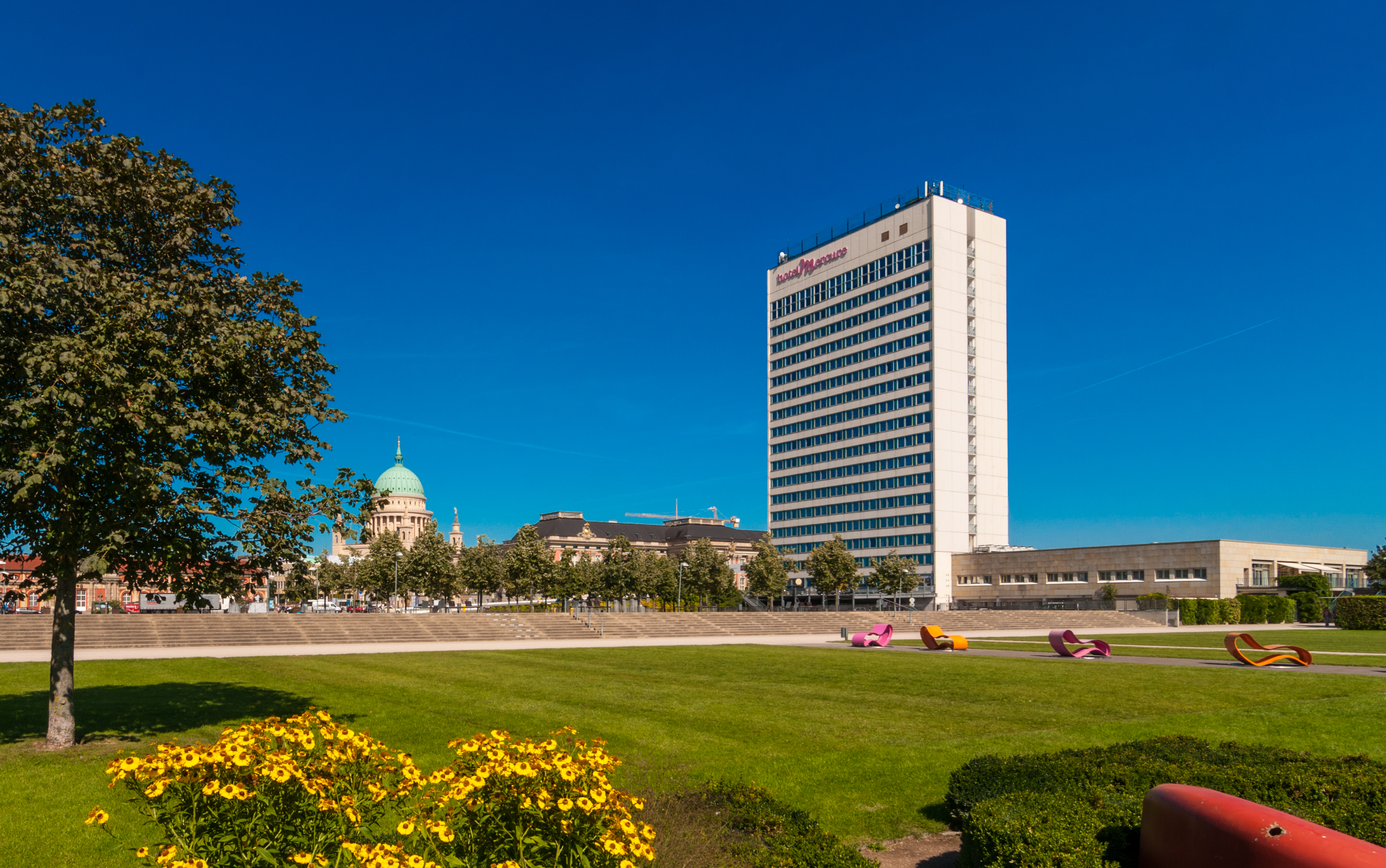
Die Kinder ziehen sich nach dem ersten Schreck ins „Interhotel Panorama“ zurück (Drehort: Mercure Potsdam)

Mutter kündigt ist eine deutsche Tragikomödie von Rainer Kaufmann aus dem Jahr 2021. In der Hauptrolle spielt Maren Kroymann eine Frau, die das Mutterverhältnis zu ihren Kindern auflöst. Der Film wurde am 9. Juli 2021 auf dem Filmfest München uraufgeführt. Er ist seit dem 14. Juli 2021 in der ZDFmediathek zu sehen und wurde im Fernsehprogramm erstmals am 22. Juli 2021 im ZDF ausgestrahlt.

## Handlung
Die verwitwete Carla Michelsen lädt ihre drei erwachsenen Kinder zu sich ein, um ihnen kurzerhand zu offenbaren, dass sie ihnen das Mutterverhältnis kündigt. Sie habe das Familienhaus verkauft und möchte ihnen mit der Trennung auch gleich das Erbe in Höhe von 250.000 Euro auszahlen – die Stapel liegen schon auf dem Wohnzimmertisch. Ihre Kinder Rita, Doro und Philipp zeigen sich überrascht und schockiert. Auf die Frage, ob Carla sie denn nicht liebe, erwidert diese: „Doch, ich mag euch nur nicht!“ In einem Rückblick wird gezeigt, dass sich die Kinder bei Carlas Geburtstag einen Monat zuvor ziemlich egoistisch verhielten, sowohl bei den Geschenken als auch im Umgang mit ihrer Mutter. Die Kinder haben jetzt einen Tag Zeit, dann sollen sie verschwunden sein. Die Geschwister verlassen das Anwesen und möchten ins Hotel ziehen. Im vornehmsten Hotel nehmen sie die Suite, so wie es ihr Vater Paul früher als Intendant immer getan hat.
Doros Tochter Joe bleibt hingegen bei ihrer Oma, die beiden verstehen sich gut. Carla nimmt die 19-Jährige mit in einen Varietéclub, in dem Rudi – Anwalt und enger Freund der Familie – seinen Neigungen nachgeht und in Frauenkleidern singt. Es stellt sich heraus, dass Carlas Beziehung zu Rudi immer eine Kraftquelle für sie gewesen ist und sie in dem Club ihre Freiheit genießen konnte. Ihr Ehemann Paul war emotional wenig anwesend und pflegte wiederholt seine Seitensprünge. Die Geschwister lernen sich im Hotel gegenseitig besser kennen, so erfahren sie, dass Doro ihre Freundin Hanna bereits geheiratet hat und dass Rita, die Vorzeigeanwältin, von ihrem Mann verlassen wurde. Philipp hat sich an der Börse verspekuliert, kann aber mit seiner neuen Freundin wieder eine neue Erfolgsstrecke einschlagen. Es kommt in den Gesprächen auch die Frage auf, ob Rita nicht Rudis Tochter sei.
Rita fährt zu Rudi in den Club und fragt ihn. Dieser sagt, dass Carla sein großes Glück gewesen sei und er mit ihr geschlafen habe. Die Frage, ob er ihr Vater sei, beantwortet er allerdings nicht. Carla und Joe ziehen weiter durch die Nacht und Joe gesteht am nächsten Morgen, dass sie schwanger sei. Carla sagt, sie sei zu jung dafür und solle das Kind nicht behalten. Joe läuft davon, nimmt sich das Geld aus dem Haus und fährt mit Doros Wohnmobil davon. Hanna, die darin schläft, versucht die Fahranfängerin zum Anhalten zu bewegen, dabei kommen sie von der Straße ab und landen in einem Feld. Glücklicherweise ist nicht viel passiert, alle treffen sich daraufhin im Familienhaus wieder. Eine Harmonie macht sich breit, die Familie singt gemeinsam Lieder, für die Mitglieder scheint der letzte Tag positive Dinge angestoßen zu haben.  
Am nächsten Morgen fährt Carla mit Rudi in den Urlaub. Sie sagt den anderen, sie sollen verschwunden sein, wenn sie wieder zurückkommt.

## Produktion
Der Film wurde vom 23. Juni 2020 bis zum 24. Juli 2020 gedreht. Drehort war die brandenburgische Landeshauptstadt Potsdam. Die COVID-19-Pandemie hatte auch Einfluss auf den Dreh, so wurden nur wenige Drehorte verwendet und kaum Komparsen eingesetzt. Die geplanten größeren Szenen (Theater-, Showauftritte) wurden gestrichen und viele Szenen deshalb kammerspielhaft mit sehr wenig Beteiligten inszeniert, weil nur so ein klares Hygienekonzept verwirklicht werden konnte.

## Rezeption

### Kritiken
Die Redaktion der TV Spielfilm gibt dem Film einen Daumen zur Seite und schreibt, der Film sei „[m]ehr Nummernrevue als unterhaltsame Komödie“.
Rainer Tittelbach gibt dem Film bei seiner Besprechung auf tittelbach.tv hingegen insgesamt 5 von 6 Sternen. Der Handlungsverlauf bliebe ein Stück weit unvorhersehbar, weil die Charaktere von den Drehbuchautoren mehr mitbekommen hätten als die üblichen Klischees dysfunktionaler Familien. Der Film würde dem dramaturgischen und lebensweltlichen Schubladendenken eine Abfuhr erteilen. Erfreulicherweise sei Mutter kündigt auch nicht so richtig in das typisch deutsche Genrefach Tragikomödie mit Botschaft einzuordnen. Der Film würde mit seiner Inszenierung viele Familienkomödien der letzten Jahre in den Schatten stellen. Szenenbild, Musik, Kamera, Schnitt – alles sei vom Feinsten. Das Fazit lautet: „Dieser Film macht Laune, auch ohne ein Happy-End-gesteuertes Feelgood-Movie zu sein […] Und zu leichtfüßig & verspielt ist die elegante Inszenierung. Ein Glücksfal (sic) fürs Genre. Leider vom ZDF versteckt im Sommerloch.“

### Einschaltquoten
Bei seiner Erstausstrahlung im ZDF am 22. Juli 2021 sahen 4,38 Millionen Zuschauer den Film. Dies entsprach einem Marktanteil von 18,9 %.